# Giacinto Serroni
Giacinto Serroni (Roma, 30 agosto 1617 – Parigi, 7 gennaio 1687) è stato un arcivescovo cattolico italiano.

## Biografia
Domenicano, nel 1625  gli fu affidata da papa Urbano VIII l'abbazia di San Nicola in Roma. Giunse in Francia nel 1645 come dottore in teologia. Dal 1646 divenne vescovo di Orange ma dovette rientrare temporaneamente presso la Basilica di Santa Maria sopra Minerva e nel 1648 tornò in Francia divenendo vicario apostolico della provincia ecclesiastica di Tarragona. Dopo cinque anni il re Luigi XIV lo nominò intendente di marina e della Provenza. Divenne anche intendente dell'esercito e ispettore generale in Catalogna fino alla tregua tra Francia e Spagna.
Nel 1661 fu nominato dal re vescovo di Mende. Nel 1672 ottenne la commenda dell'Abbazia di Chaise-Dieu, che mantenne fino alla morte. Nel 1676 divenne vescovo di Albi e subito dopo, con l'elevazione della diocesi ad arcidiocesi, arcivescovo (fu quindi il primo arcivescovo di Albi) e mantenne la carica fino alla morte.

## Iconografia
Il nuovo arcivescovo venne ritratto nel 1685 da Hyacinthe Rigaud.
Un quadro che passa per essere l'originale è attualmente conservato presso il museo Toulouse-Lautrec di Albi (Inv. 149), ed è stato inciso dal tedesco Frans Ertinger (Schwaben, 1640 – Paris, 1710). Nel 1688, secondo Hendrick van Hulst, il primo biografo di Riagud : «Figura ai ginocchi. Il primo ritratto di questa grandezza che ha dipinto Rigaud, all'età allora di soli vent'anni, secondo quanto egli stesso mi ha detto. Stampa di formato medio.» Il busto è stato ripreso da Pierre Simon.

## Genealogia episcopale e successione apostolica
La genealogia episcopale è:
- Cardinale Tolomeo Gallio
- Vescovo Cesare Speciano
- Patriarca Andrés Pacheco
- Cardinale Agostino Spinola
- Cardinale Giulio Cesare Sacchetti
- Cardinale Ciriaco Rocci
- Cardinale Mario Theodoli
- Arcivescovo Giacinto Serroni, O.P.

La successione apostolica è:
- Vescovo Victor-Augustin Méliand (1680)